# Xe législature du Parlement basque
La Xe législature du Parlement basque est un cycle parlementaire du Parlement basque, d'une durée de quatre ans, ouvert le 20 novembre 2012 à la suite des élections du 21 octobre précédent, et clos le 2 août 2016.

## Bureau du Parlement
| Poste                   | Titulaire           | Parti | Parti    | Circonscription |
| ----------------------- | ------------------- | ----- | -------- | --------------- |
| Présidente              | Bakartxo Tejeria    |       | PNV      | Guipuscoa       |
| Premier vice-président  | Juanjo Agirrezalaba |       | EH Bildu | Guipuscoa       |
| Seconde vice-présidente | Blanca Roncal       |       | PSE-EE   | Guipuscoa       |
| Premier secrétaire      | Antonio Damborenea  |       | PP       | Biscaye         |
| Second secrétaire       | Iñigo Iturrate      |       | PNV      | Biscaye         |

## Groupes parlementaires
| Nom | Nom                                                                         | Début | Fin | Porte-parole                 |
| --- | --------------------------------------------------------------------------- | ----- | --- | ---------------------------- |
|     | Groupe nationaliste basque Euzko Abertzaleak - Nacionalistas Vascos (EA-NV) | 27    | 27  | Joseba Egibar                |
|     | Groupe Euskal Herria Bildu                                                  | 21    | 21  | Laura Mintegi Unai Urruzuno  |
|     | Groupe socialiste basque Socialistas Vascos - Euskal Sozialistak (SV)       | 16    | 16  | José Antonio Pastor          |
|     | Groupe populaire basque Popular Vasco - Euskal Talde Popularra (PV-ETP)     | 10    | 10  | Arantza Quiroga Borja Sémper |
|     | Groupe mixte-UPyD                                                           | 1     | 1   | Gorka Maneiro                |

## Commissions parlementaires
| Commission                                                                   | Président                         | Parti    | Parti | Circonscription |
| ---------------------------------------------------------------------------- | --------------------------------- | -------- | ----- | --------------- |
| Commissions permanentes législatives                                         |                                   |          |       |                 |
| Commission des Institutions, de la Sécurité et de la Justice                 | Juan Antonio Arieta               | PNV      |       | Biscaye         |
| Commission des Finances et des Budgets                                       | Susana Corcuera                   | PSE-EE   |       | Guipuscoa       |
| Commission du Développement économique et de la Compétitivité                | Javier Carro                      | PNV      |       | Alava           |
| Commission de l'Environnement et de la Politique territoriale                | Marian Beitialarrangoitia         | EH Bildu |       | Guipuscoa       |
| Commission de l'Environnement et de la Politique territoriale                | Maider Otamendi (01/02/2016)      | EH Bildu |       | Guipuscoa       |
| Commission de l'Éducation                                                    | Estitxu Breñas                    | EH Bildu |       | Alava           |
| Commission de l'Emploi, des Politiques sociales et du Logement               | Gloria Sánchez                    | PSE-EE   |       | Alava           |
| Commission des Droits humains, de l'Égalité et de la Participation citoyenne | Maribel Vaquero                   | PNV      |       | Guipuscoa       |
| Commission des Droits humains, de l'Égalité et de la Participation citoyenne | Leixuri Arrizabalaga (16/09/2015) | PNV      |       | Biscaye         |
| Commission des Affaires européennes et de l'Action extérieure                | Isabel Celaá                      | PSE-EE   |       | Biscaye         |
| Commission de la Santé et de la Consommation                                 | Carmelo Barrio                    | PP       |       | Alava           |
| Commission de la Culture, de la Langue basque, de la Jeunesse et du Sport    | Lur Eteberria                     | EH Bildu |       | Guipuscoa       |
| Commission de la Culture, de la Langue basque, de la Jeunesse et du Sport    | Xabier Isasi (29/04/2015)         | EH Bildu |       | Guipuscoa       |
| Commissions permanentes non-législatives                                     |                                   |          |       |                 |
| Commission du Règlement et du Gouvernement                                   | Bakartxo Tejeria                  | PNV      |       | Guipuscoa       |
| Commission des Incompatibilités                                              | Javier Carro                      | PNV      |       | Alava           |
| Commission des Incompatibilités                                              | Unai Urruzuno (15/01/2013)        | EH Bildu |       | Guipuscoa       |
| Commission du Statut parlementaire                                           | Ricardo Gatzagaetxebarría         | PNV      |       | Biscaye         |
| Commission du Statut parlementaire                                           | Ana Otadui (15/01/2013)           | PNV      |       | Biscaye         |
| Commission du Contrôle parlementaire d'EITB                                  | Leire Corrales                    | PNV      |       | Biscaye         |

## Gouvernement et opposition
| Date                                        | Candidats                | Vote       |     |          |        |    |      | Résultat |
| Date                                        | Candidats                | Vote       | PNV | EH Bildu | PSE-EE | PP | UPyD | Résultat |
| 12 décembre 2012 (majorité absolue requise) | Iñigo Urkullu (PNV)      | Non        | 27  |          |        |    |      | 27 / 75  |
| 12 décembre 2012 (majorité absolue requise) | Laura Mintegi (EH Bildu) | Non        |     | 21       |        |    |      | 21 / 75  |
| 12 décembre 2012 (majorité absolue requise) | Abstention               | Abstention |     |          | 16     | 10 | 1    | 27 / 75  |
|                                             |                          |            |     |          |        |    |      |          |
| 13 décembre 2012 (majorité simple requise)  | Iñigo Urkullu (PNV)      | Oui        | 27  |          |        |    |      | 27 / 75  |
| 13 décembre 2012 (majorité simple requise)  | Laura Mintegi (EH Bildu) | Non        |     | 21       |        |    |      | 21 / 75  |
| 13 décembre 2012 (majorité simple requise)  | Abstention               | Abstention |     |          | 16     | 10 | 1    | 27 / 75  |

## Désignations

### Sénateurs
| Parti    | Parti | Sénateurs désignés | Voix |
| -------- | ----- | ------------------ | ---- |
| PNV      |       | Jokin Bildarratz   | 24   |
| EH Bildu |       | Iñaki Goioaga      | 21   |
| PSE-EE   |       | Tontxu Rodríguez   | 19   |

- Désignation : 24 janvier 2013.